# Ney Tibor
Ney Tibor (Budapest, 1906. április 20. – Budapest, 1981. február 6.) hegedűművész, a Liszt Ferenc Zeneművészeti Főiskola hegedűtanára, a Magyar Rádió Szimfonikus Zenekarának koncertmestere, a Magyar Vonós Trió alapító tagja volt.

## Életpályája
Zenészcsaládba született Budapesten. Családjából számos muzsikus gazdagította a magyar zenei életet: édesapja, Ney Bernát, valamint unokabátyja, Ney Dávid (1905–1945) operaénekesek, Ney Dávid (1842–1905) az Operaház vezető művésze volt.
Ney Tibor a budapesti Zeneakadémia hegedű tanszakán Bloch József, Zsolt Nándor növendéke volt, majd felvételt nyert Hubay Jenő művészképzőjébe, ahol 1926-ban kapott hegedűművészi oklevelet.
1926-tól az Operaház zenekarának tagja lett, ám ezután mint a Hubay iskola több tagja, ő is külföldön próbálta folytatni karrierjét. Világszerte koncertezett, így játszott a Furtwängler vezényelte Berlini Filharmonikus Zenekarban, szerepelt Indonéziában. Magyarországra visszatérve az akkor formálódó Magyar Rádió Szimfonikus Zenekar hangversenymestere lett 1932–1966 között, melynek akkori vezetője Dohnányi Ernő volt. A második világháború után újjászerveződött zenekarnak 1945-től újból ő a koncertmestere.

Szólistaként és kamarazenészként számos világhírű művésszel játszott együtt, többek között kamarapartnere volt Fischer Annie zongoraművész. Egyik emlékezetes felvételük az Otto Klemperer utolsó budapesti vendégszereplésekor készült, a Klemperer által vezényelt J. S. Bach: V. Brandenburgi verseny, amelynek Fischer Annival együtt szólistája (1950). A Magyar Vonós Trióval, Banda Mártonnal és Banda Edével 1948 és 1960 között magyar és francia kamaraműveket mutatott be, de koncertezett szólistaként is, nevéhez fűződik a Kókai Rezső Hegedűversenyének ősbemutatója (1953). Ney Tibor így emlékezett vissza a mű születésére és bemutatójára: 
Kókai Rezsővel egy időben jártunk a Zeneakadémiára. Első triójában én játszottam a hegedű szólamot. Akkor találkoztunk először, s kötöttünk életre szóló muzsikus-barátságot. Amikor Hegedűversenyét írta, a hangszerrel kapcsolatos tapasztalataimat igyekeztem átadni neki. A komponálás minden mozzanatát megbeszéltük, kipróbáltuk. Érdekes és szokatlan a mű kadenciája, ami tulajdonképpen hegedűszóló timpani kísérettel. Orgonapontra emlékeztető megoldás, ami kitűnően sikerült és nagyon eredetien hat. A Hegedűversenyt nekem ajánlotta a szerző és én lelkes odaadással mutattam be 1953-ban, először a Rádióban, aztán nyilvános koncerten is. A Rádiózenekart Lehel György vezényelte. Kókai Rezső legjobb művének tartom, sajnálom, hogy csak kevesen játsszák.
A Bartók összkiadásban 1965-ben megjelent Bartók Béla: II. Hegedű Zongora Szonáta lemezéről (Ney Tibor, Szegedi Ernő) Theodore Strongin a The New York Times hasábjain így ír: „[…] a Qualiton által közreadott lemez egy rést tölt be, a Schwann-katalógusban addig még nem szereplő művel.”
1960-ban nevezték ki a Liszt Ferenc Zeneművészeti Főiskola hegedű, ill. zenekari játék főiskolai tanárává, mely posztot 1974-ig megőrizte. Legsikeresebb tanítványa Kiss András, a lipcsei Nemzetközi Johann Sebastian Bach Verseny helyezettje volt.
A pódiumról visszavonulva a Zeneműkiadó Vállalat, ill. a Schott Music gondozásában közreadott Paganini, Giuseppe Tartini, Pietro Nardini és Weiner Leó zeneműveket.

Szólistaként, kamarazenészként és a Magyar Rádió Szimfonikus Zenekarának koncertmestereként rádió és lemezfelvételeivel jelentős örökséget hagyott hátra. Lehel György karmester így emlékezett vissza Ney Tiborra: 
Muzsikus volt, egy olyan családból, mely Ney Dávid óta öregbítette hazánk zenekultúráját. De nagyszerű hegedűművész is volt, a Hubay-iskola követe, gyakran szereplő igazi szólista. […] sohasem a hegedű volt a végcél, pedig kevesen birtokolták ennyire a hangszert, hanem a zene szolgálata.

## Díjai
- Érdemes Művész (1967)
- A Magyar Rádió aranygyűrűje

## Lemezei
- Bartók Béla: II. Hegedű Zongora Szonáta, (Tibor Ney, Ernő Szegedi) Qualiton – HLP M 1552
- Bartók Béla: I. Rapszódia (Ney Tibor, Petri Endre), Qualiton LP 1553
- J. S. Bach: V. D-dúr Brandenburgi verseny (BWV 1050) (Klemperer / Annie Fischer / János Szebenyi /Tibor Ney) Hungaroton LPX 12160
- Durkó Zsolt: Organismi Hungaroton, LPX 1298

## Közreadott kották
- Paganin: Mose-Fantasia (Ney Tibor) Editio Musica Budapest, 1968
- Paganin: Moto Perpetuo, Op.11 (Ney Tibor)
- Paganin: Nel cor più non mi sento (Ney Tibor)
- Paganin: 6 Sonatas, Op.3 (Ney Tibor)
- Paganin: Le Streghe, Op.8 (Ney Tibor)
- Paganin: Variations on 'I Palpiti', Op.13 (Ney Tibor)
- Paganin: Violin Concerto No.2, Op.7 (Ney Tibor)
- G.Tartini: Sonata D-dur, 1976, (ISBN 979-000111887-3) (Ney Tibor)

## Média
- J. S. Bach: V. Brandenburgi verseny –  Otto Klemperer / Fischer Annie / Szebenyi János/ Ney Tibor
- Béla Bartók: I. Hegedű-zongora szonáta – Ney Tibor, Szegedi Ernő
- BélaBartók: I. Rapszódia hegedűre és zongorára, Sz. 86, BB94 – Ney Tibor, Petri Endre